# Alejo Paleólogo (megaduque)
Alejo Ducas Paleólogo (en griego: Ἀλέξιος Παλαιολόγος; [1140]-antes de 1203) fue un noble y megaduque bizantino. A través de su hijo, se convirtió en uno de los progenitores de la dinastía de los Paleólogos.
Los orígenes de Alejo son desconocidos. Era un miembro de una familia rica y primo de otro Alejo Paleólogo (miembro de una rama diferente de la familia de los Paleólogos), quien era yerno del emperador bizantino Alejo III Ángelo.
Alejo se casó con Irene Comneno, la hija del sebasto Juan Cantacuceno y María Comnena. Alejo e Irene fueron los padres de Andrónico, quien fue el padre de Miguel VIII Paleólogo, emperador bizantino. Alejo también tuvo otro hijo llamado Miguel, quien se casó con un miembro de la familia Raúl.